# حسین‌آباد (اندیکا، شمال)
حسین‌آباد یک روستا در ایران است که در دهستان قلعه خواجه شهرستان اندیکا واقع شده‌است.	
 براساس سرشماری مرکز آمار ایران در سال ۱۳۹۵، حسین‌آباد ۷۱ نفر جمعیت دارد.